# Келси, Джон
Джон Ке́лси (англ. John Kelsey) — американский специалист по криптографии и компьютерной безопасности, дизайнер и соавтор нескольких алгоритмов шифрования. Является одним из авторов алгоритма Ярроу.

## Биография
На данный момент Джон Келси работает в области криптографии уже около 17 лет, начиная с 1994 года. За это время он успел поучаствовать во множестве исследований. Написал большое число статей, работал консультантом, помогал писать стандарты, создавал и делал рецензии на текущие коды программ. С другой стороны принимал участие в разнообразных конференциях, делал обзоры статей и участвовал в программистских комитетах.
В настоящее время является дизайнером целого ряда алгоритмов и протоколов, некоторые из которых были взломаны, другие — успешно продолжают оставаться не взломанными до сих пор.
Главный интерес Джона Келси концентрируется вокруг использования криптографии и компьютерной безопасности для решения настоящих мировых проблем в данной сфере. Келси добился успехов в области генерации случайных чисел, криптоанализа и дизайна блоков шифров и хеш-функций, а также в дизайне криптографических протоколов и электронного голосования.
Интересно, что Джон Келси никогда не учился криптографии в школе, исключая несколько недель изучения RSA в алгоритмах класса. Он не окончил школу, вместо этого был поглощен криптографией. Правда, до начала написания книг, многочисленных статей и непосредственного участия в проектах ещё было далеко.
Свою карьеру в области криптографии Джон Келси начал в Counterpane Systems, Bruce Schneier’s company, крипто-консалтинговой компании. Позже Келси работал консультантом на Certicom.
Сейчас Джон работает в NIST с 2003 года. Занимается развитием области генерации случайных чисел, электронного голосования и стандартов для хеш-функций.

### Рецензированные публикации
1. Praveen Gauravaram, John Kelsey, Lars R. Knudsen, Søren S. Thomsen: "On hash functions using checksums, " to appear, International Journal of Information Security.
2. John Kelsey , Andrew Regenscheid , Tal Moran, and David Chaum: «Attacking Paper-Based E2E Voting Systems», to appear, Best of WOTE, 2009.
- В этой статье разрабатываются методы построения электронного голосования и предупреждения нападения на систему голосования. Авторы статьи также демонстрируют различные вариации нападения на сервер голосования, которые позволят изменить результат голосования без обнаружения криптоаналитика в некоторых случаях. Кроме того, рассматриваются некоторые общие виды атак на серверные системы голосования.

3. Elena Andreeva, Charles Bouillaguet, Orr Dunkelman, and John Kelsey: «Herding, Second Preimage and Trojan Message Attacks Beyond Merkle-Damgaard» SAC 2009.
- Данная статья представляет новые методы атак для анализа структуры хеш-функций, которые не основаны на классической системе Меркл—Дамгард. Статья явно показывает herding-атаки для конкатенации хешей и некоторых хеш-функций, которые обрабатывают каждый блок сообщения несколько раз. Используя этот метод, демонстрируется вторая атака прообраза (общепризнано «hash-twice»), которая обрабатывает две конкатенирующие копии сообщения. Далее рассматривается, как применима herding-атака на дерево хешей. Наконец, представляется новый вид атаки — троян-сообщение атака, что позволяет производить вторичные прообразы неизвестных сообщений (из малоизвестных мест), когда они добавляются с фиксированным суффиксом.
- Ключевые слова: herding-атака, вторичная атака прообраза, троян-сообщение

атака, Zipper хеш, конкатенирующий(каскадный) хеш, хеш-дерево.
4. Praveen Garuvarum, John Kelsey: «Linear-XOR and Additive Checksums Don’t Protect Damgaard-Merkle Hashes from Generic Attacks.» CT-RSA 2008: 36-51.
5. Elena Andreeva, Charles Bouillaguet, Pierre-Alain Fouque, Jonathan J. Hoch, John Kelsey, Adi Shamir, Sébastien Zimmer: «Second Preimage Attacks on Dithered Hash Functions». EUROCRYPT 2008: 270—288.http://www.schneier.com/paper-preimages.pdf
- В этой статье корректируются результаты Dean [Dea99] для обеспечения вторичного прообраза атаки на всех n-битовых итерирующих хеш-функциях с Меркл—Дамгард усилением и n-битовых промежуточных состояний, разрешающих второе сообщение. Также рассматриваются более доступные методы поиска мультколлизий, чем метод Joux [Jou04]. Оба этих результаты базируются на расширяемых сообщениях — моделей для производства сообщений различной длины, которые все сталкиваются на промежуточном хеш-результате сразу после процесса отправки сообщения. Авторы статьи реализуют алгоритм для поиска расширяемых сообщений для любой n-битной хеш-функции, построенной с помощью структуры Меркла—Дамгарда, который требует только малый результат работы на одиночном столкновении в хеш-функции.

6. John Kelsey, Tadayoshi Kohno: «Herding Hash Functions and the Nostradamus Attack». EUROCRYPT 2006: 183—200.
- Статья рассказывает о разработке новых общих долгосрочных сообщений второго нападения прообраза, основанного на сочетании методов во второй атаке прообраза Dean и Kelsey and Schneier с herding-атаки Келси и Коно. В статье демонстрируется, что эти общие атаки применимы к хеш-функций, используя структуры Меркла—Дамгарда, только с чуть более большей работой, чем ранее известные атаки. Они позволяют обеспечивать чрезвычайно больший контроль над содержанием найденного второго прообраза. Кроме того, доказывается, что новая атака относится к нескольким хеш-функции, конструкция которых не уязвима для ранее известных атак, включая сглаживание хеш-предложение Rivest, Shoup’s UOWHF и ROX хеш-структуру. Авторы анализируют свойства сглаживания последовательности, а также разрабатывают компромисс временной памяти, который позволяет применить второе нападение прообразом для широкого круга dithering-последовательностей, в том числе последовательностей, которые намного сильнее, чем в предложениях Rivest. Наконец, презентуется существование второй атаки прообраза, и применение новой атаки для большей эффективности на нескольких целевых сообщениях, учитывая совокупность многих сообщений.
- Ключевые слова: Криптоанализ, хеш-функция, dithering.

7. John Kelsey, Stefan Lucks: «Collisions and Near-Collisions for Reduced-Round Tiger». FSE 2006: 111—125.
- Статья описывает collision-ﬁnding атаку на 16 раундах Tiger хеш-функции, требующей времени около 2^44 функции сжатия вызовов. Ещё одно нападение генерирует pseudo-near столкновений, но в течение 20 раундов Tiger с работой меньше, чем 2^48 функция сжатия вызовов. Так как Tiger, только 24 раундов, эти атаки могут вызвать несколько вопросов о безопасности Tiger. При разработке этих атак, адаптируются идеи сообщения модификации атаки и нейтрального бита, разработанных с помощью анализа MD4 хеш-семьи, совершенно различных дизайнов хеш-функций.
- Ключевые слова: Tiger, хеш-функция, столкновения, атака.

8. John Kelsey, Bruce Schneier: «Second Preimages on n-Bit Hash Functions for Much Less than 2n Work». EUROCRYPT 2005: 474—490.
9. Niels Ferguson, Doug Whiting, Bruce Schneier, John Kelsey, Stefan Lucks, Tadayoshi Kohno: «Helix: Fast Encryption and Authentication in a Single Cryptographic Primitive». FSE 2003: 330—346 2002.
- Helix представляет собой высокоскоростной потоковый шифр со встроенной функциональностью MAC. На процессоре Pentium II он примерно в два раза быстрее Rijndael или Twofish, и сравним по скорости с RC4. Накладные расходы на шифрование, аутентификацию сообщения низкие, что делает его пригодным для небольших сообщений. Он эффективен как и в аппаратном так и в программном обеспечении, и с некоторыми предварительными результатами может эффективно менять ключи для каждого сообщения без дополнительных затрат.
- Ключевые слова: потоковый шифр, MAC, аутентификация, шифрование.

10. John Kelsey: «Compression and Information Leakage of Plaintext». FSE 2002: 263—276.
11. Niels Ferguson, John Kelsey, Stefan Lucks, Bruce Schneier, Michael Stay, David Wagner, Doug Whiting: Improved Cryptanalysis of Rijndael. FSE 2000: 213—230.
12. John Kelsey, Tadayoshi Kohno, Bruce Schneier, «Amplified Boomerang Attacks Against Reduced-Round MARS and Serpent». FSE 2000: 75-93.
- В данной статье вводится новая криптоаналитическая методика, основанная на бумеранге Вагнера и внешних, внутренних атаках. Сначала описывается новая атака в терминах исходной атаки бумеранга, а затем демонстрируется её использование на ядре MARS и Serpent. Атака прерывается на одиннадцатом раунде на ядре MARS с 2^65 выбранными открытыми текстами, 2^70 памяти, и 2^229 частичных расшифровок. Атака на Serpent продолжалась в течение восьми раундов с 2^114 выбранными открытыми текстами, 2^119 памяти, и 2^179 частичными расшифровками.

13. John Kelsey, Bruce Schneier, David Wagner, Chris Hall: «Side Channel Cryptanalysis of Product Ciphers». Journal of Computer Security 8(2/3): (2000) 1999.
- Опираясь на работы Кохера, в статье вводится понятие стороннего канала криптоанализа: криптоанализ, использующий реализацию данных. Обсуждаются понятие атаки по стороннему каналу и уязвимости их использования, демонстрируются атаки по стороннему каналу против трех шифров — временная атака против IDEA, processor-flag атака против RC5, и Hamming weight атака против DES. Затем обобщаются исследования других криптосистем.

14. John Kelsey, Bruce Schneier, David Wagner: «Mod n Cryptanalysis, with Applications Against RC5P and M6». Fast Software Encryption 1999: 139—155.
- В данной статье вводится понятие «mod n криптоанализ», форма разделения атаки, которая эффективна против шифров, которые основаны на модульном дополнении и бите вращения для их безопасности. Также демонстрируется эта атака с mod 3 атакой против RC5P, RC5 вариант, использующий ещё XOR. Авторы показывают, что и mod 5 и mod 257 атаки на M6 — шифр, предложенный в стандартной FireWire. Ожидается, что mod n криптоанализа может быть применима ко многим другим шифрам и, что общая атака распространяется для других значений n.

15. John Kelsey, Bruce Schneier: «Minimizing Bandwidth for Remote Access to Cryptographically Protected Audit Logs», Recent Advances in Intrusion Detection 1999.
16. John Kelsey, Bruce Schneier: «Key-Schedule Cryptanalysis of DEAL» Selected Areas in Cryptography 1999: 118—134.
17. Kelsey J., Schneier B., Ferguson N. Yarrow-160: Notes on the Design and Analysis of the Yarrow Cryptographic Pseudorandom Number Generator (англ.) // Selected Areas in Cryptography: 6th Annual International Workshop, SAC’99 Kingston, Ontario, Canada, August 9–10, 1999 Proceedings / H. M. Heys, C. Adams — Berlin, Heidelberg, New York City, London: Springer Berlin Heidelberg, 2000. — P. 13—33. — (Lecture Notes in Computer Science; Vol. 1758) — ISBN 978-3-540-67185-5 — ISSN 0302-9743; 1611-3349 — doi:10.1007/3-540-46513-8_2
18. Bruce Schneier, John Kelsey: «Secure Audit Logs to Support Computer Forensics.» ACM Trans. Inf. Syst. Secur. 2(2): 159—176 (1999).
19. John Kelsey, Bruce Schneier: «The Street Performer Protocol and Digital Copyrights.» First Monday 4(6): (1999).
20. John Kelsey, Bruce Schneier. «Authenticating secure tokens using slow memory access (extended abstract)». In USENIX Workshop on Smart Card Technology, pages 101—106. USENIX Press, 1999.
21. John Kelsey, Bruce Schneier: «Secure Authentication with Multiple Parallel Keys.» CARDIS 1998: 150—156.
22. Chris Hall, David Wagner, John Kelsey, Bruce Schneier: «Building PRFs from PRPs.» CRYPTO 1998: 370—389.
23. John Kelsey, Bruce Schneier, David Wagner, Chris Hall: «Side Channel Cryptanalysis of Product Ciphers.» ESORICS 1998: 97-110.
24. Kelsey J., Schneier B., Wagner D. A., Hall C. Cryptanalytic Attacks on Pseudorandom Number Generators (англ.) // Fast Software Encryption: 5th International Workshop, FSE’ 98 Paris, France, March 23–25, 1998 Proceedings / S. Vaudenay — Berlin, Heidelberg, New York City, London: Springer Berlin Heidelberg, 1998. — P. 168—188. — (Lecture Notes in Computer Science; Vol. 1372) — ISBN 978-3-540-64265-7 — ISSN 0302-9743; 1611-3349 — doi:10.1007/3-540-69710-1_12
25. Don Coppersmith, David Wagner, Bruce Schneier, John Kelsey: Cryptanalysis of TWOPRIME. Fast Software Encryption1998: 32-48.
26. Bruce Schneier, John Kelsey, Doug Whiting, David Wagner, Chris Hall: "On the Twofish Key Schedule, " Selected Areas in Cryptography 1998.
27. David Wagner, Leone Simpson, Ed Dawson, John Kelsey, William Millan, Bruce Schneier: «Cryptanalysis of ORYX.» Selected Areas in Cryptography 1998: 296—305.
28. Bruce Schneier, John Kelsey: «Cryptographic Support for Secure Logs on Untrusted Machines», Proceedings of the Seventh USENIX Security Symposium, 1998.
29. Chris Hall, John Kelsey, Vincent Rijmen, Bruce Schneier, David Wagner: «Cryptanalysis of SPEED,» Selected Areas in Cryptography 1998: 319—338.
30. John Kelsey, Bruce Schneier: "Conditional Purchase Orders, " ACM Conference on Computer and Communications Security 1997: 117—124.
31. David Wagner, Bruce Schneier, John Kelsey: «Cryptanalysis of the Cellular Encryption Algorithm», CRYPTO 1997: 526—537.
32. John Kelsey, Bruce Schneier, David Wagner: «Related-key cryptanalysis of 3-WAY, Biham-DES, CAST, DES-X, NewDES, RC2, and TEA,» ICICS 1997: 233—246.
33. John Kelsey, Bruce Schneier, Chris Hall, David Wagner: "Secure Applications of Low-Entropy Keys, " ISW 1997: 121—134.
34. John Kelsey, Bruce Schneier, David Wagner: "Protocol Interactions and the Chosen Protocol Attack, " Security Protocols Workshop 1997: 91-104.
35. John Kelsey, Bruce Schneier, Chris Hall: «An Authenticated Camera.» ACSAC 1996: 24-31.
36. Bruce Schneier, John Kelsey: «Authenticating Outputs of Computer Software Using a Cryptographic Coprocessor.» CARDIS 1996.
37. John Kelsey, Bruce Schneier, David Wagner: «Key-Schedule Cryptoanalysis of IDEA, G-DES, GOST, SAFER, and Triple-DES.» CRYPTO 1996: 237—251.
38. Bruce Schneier, John Kelsey, Jay Walker: «Distributed Proctoring.» ESORICS 1996: 172—182.
39. Bruce Schneier, John Kelsey: «Unbalanced Feistel Networks and Block Cipher Design.» Fast Software Encryption 1996: 121—144.
40. Bruce Schneier, John Kelsey: «Automatic Event-Stream Notarization Using Digital Signatures.» Security Protocols Workshop 1996: 155—169.

### Нерецензированные публикации
41. Elaine Barker, John Kelsey, Recommendation for Random Number Generation Using Deterministic Random Bit Generators, NIST Special Publication 800-90, March 2007.
42. Tadayoshi Kohno, John Kelsey, Bruce Schneier: «Preliminary Cryptanalysis of Reduced-Round Serpent». AES Candidate Conference 2000: 195—211.
43. Bruce Schneier, John Kelsey, Doug Whiting, David Wagner, Niels Ferguson: «Comments on Twofish as an AES Candidate». AES Candidate Conference 2000: 355—356.
44. John Kelsey, Bruce Schneier: «MARS Attacks! Preliminary Cryptanalysis of Reduced-Round MARS Variants». AES Candidate Conference 2000: 169—185.
45. John Kelsey, "Key Separation in Twofish, " Twofish Technical Report #7, 7 Apr 2000.
46. Bruce Schneier, John Kelsey, Doug Whiting, David Wagner, Chris Hall, Niels Ferguson, «Performance Comparison of the AES Submissions».
47. Bruce Schneier, John Kelsey, Doug Whiting, David Wagner, Chris Hall, Niels Ferguson, «The Twofish Encryption Algorithm: A 128-Bit Block Cipher».
48. Bruce Schneier, John Kelsey, Doug Whiting, David Wagner, Chris Hall, Niels Ferguson, «Twofish: A 128-Bit Block Cipher», AES Candidate Submission.

## Недавние значительные доклады на конференциях
1. Dagstuhl Seminar: Frontiers of e-Voting, « Some Attacks on Paper-Based End to End Voting Systems», August 2007, Dagstuhl, Germany
2. ECRYPT Hash Workshop 2007, "How to Evaluate a Hash Proposal, " May 2007, Barcelona
3. RSA Conference 2006, «New Cryptography in X9F1», February 2006
4. ECRYPT Hash Workshop 2005, «Hash Functions — Perspective from the United States», June 2005, Krakow<
5. AES: 4th International Conference, "Current Status of AES, " May 2004, Bonn